# Dugesia lamottei
Dugesia lamottei és una espècie de triclàdide dugèsid que habita Guinea, Àfrica. Aquesta espècie es diferencia de la resta de Dugesia per la massa glandular que rodeja la secció posterior del canal de la bursa.